# VariOrchestra
VariOrchestra（ヴァリオーケストラ、英: VariOrchestra, Tokyo）は、日本にあるオーケストラの一つ。通称「バリオケ」。東京都内コンサートホールを拠点に活動しており、指揮者・ヴァイオリニストである佐藤瑛吾によって2020年に設立された。

## 定期演奏会

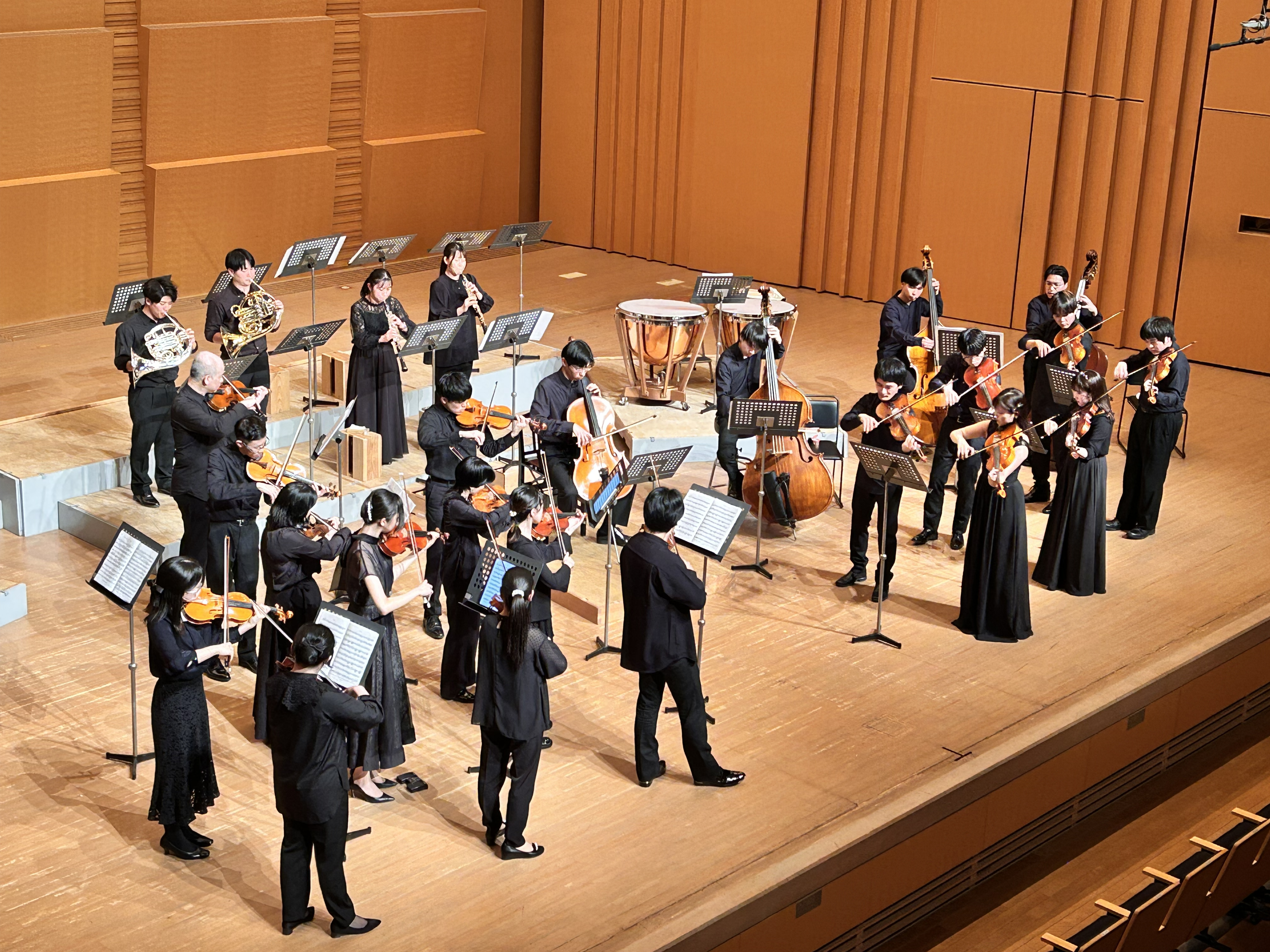

年間を通して複数回の定期演奏会を開催しており、主な会場には府中の森芸術劇場、小金井宮地楽器ホール、旧奏楽堂などがある。演奏会では「指揮者なし」のスタイルが採用されることが多く、コンサートマスター佐藤のリードのもとで、合議的なアンサンブル作りを重視するアプローチがとられている。古典派作品の演奏においては、HIP（Historically Informed Performance／歴史的情報に基づく演奏解釈）の理念を取り入れており、モーツァルト、ハイドン、ベートーヴェンなどを中心に据えたプログラムが展開される。選曲にあたっては音楽史的な背景やテーマ性が重視されており、現代的な視点から古典作品を再構築する姿勢が特徴である。

## 特別公演
定期演奏会とは別に、不定期で企画性の高い特別公演も実施している。これらの公演では指揮者を招く場合もあり、ブラームスやチャイコフスキーなどロマン派以降の作品を取り上げることが多い。指揮者を置く編成においても、日頃から培われた自主性と合議的なアンサンブルが活かされており、若手演奏家ならではの柔軟な表現や現代的な解釈が特徴である。作品選定や演出面においては、実験的・挑戦的な要素を積極的に取り入れる姿勢が見られる。

## その他の公演
- Colorato 〜木管五重奏の彩り〜
- 室内楽プロジェクト第2弾 〜シューマン室内楽の年〜
- String Quartet 弦楽四重奏コンサート
- 佐藤瑛吾×笠木颯太デュオリサイタル
- 佐藤瑛吾×永井晶人デュオコンサート
- 首席メンバーによる弦楽アンサンブルコンサートVol.1,2